# Ульф Шмідт
Ульф Шмідт (швед. Ulf Schmidt; нар. 12 липня 1934) — шведський тенісист. Найвищу одиночну позицію світового рейтингу — 8 місце досяг 1958 року (за даними Ленса Тінґея). Здобув 14 одиночних титулів. Перемагав на турнірах Великого шолома в парному розряді.
Ланс Тінгей з The Daily Telegraph визнав Шмідта 8-м у світі за 1958 рік (і 10-м у 1961 році).
Завершив кар'єру 1962 року.

## Фінали турнірів Великого шолома

### Парний розряд (1 перемога)
| Результат | Рік  | Турнір               | Покриття | Партнер       | Суперники              | Рахунок       |
| --------- | ---- | -------------------- | -------- | ------------- | ---------------------- | ------------- |
| Перемога  | 1958 | Вімблдонський турнір | Трава    | Свен Давідсон | Ешлі Купер Ніл Фрейзер | 6–4, 6–4, 8–6 |